# Tuliokite
La tuliokite è un minerale.